# جامع الاخبار
جامع الاخبار کتابی از محمد بن محمد شعیری سبزواری است.

## چاپ
این کتاب در سال ۱۳۷۲ منتشر و در مراسم کتاب سال جمهوری اسلامی ایران به‌عنوان کتاب شایسته تقدیر معرفی شد.